# Holmes & Watson - 2 de menti al servizio della regina
Holmes & Watson - 2 de menti al servizio della regina (Holmes & Watson) è un film del 2018 scritto e diretto da Etan Cohen.
La pellicola si ispira alle vicende della celebre coppia Sherlock Holmes-dott. Watson creata da Arthur Conan Doyle, rivisitandola in chiave comica.

## Trama
Nell'Inghilterra del 1867 un giovane Sherlock Holmes è vittima di bullismo da parte dei suoi compagni di classe. Decide così di trattenere il suo istinto di rivalsa e le sue emozioni e di dedicare i suoi sforzi strettamente alla conoscenza, riuscendo a far espellere i suoi compagni per aver infranto le regole. Fa amicizia con il figlio del custode, John Watson, che è colpito dal suo genio.
Anni dopo, Holmes diviene come un detective leggendario. Sia lui che Watson devono partecipare al processo del professor James Moriarty, ma si attardano a causa di un pacco spedito da Moriarty e portato loro dalla loro governante, la signora Hudson. Una volta al processo, Holmes dichiara che l'uomo accusato dei crimini di Moriarty è un impostore di nome Jacob Musgrave, incapace di commettere gli omicidi a causa di tremori nella sua mano causati da un'eccessiva masturbazione. Nonostante i tentativi infruttuosi dell'ispettore Lestrade di convincere Holmes che la sua deduzione è errata, Holmes è convinto che Moriarty sia attualmente in viaggio negli Stati Uniti.
Dopo il processo, i due si recano a Buckingham Palace per partecipare a una festa a sorpresa, dove scoprono un cadavere all'interno di una torta di compleanno insieme a un messaggio di Moriarty, affermando che la regina Vittoria morirà tra quattro giorni. Durante l'autopsia Holmes e Watson incontrano la dottoressa Grace Hart e la selvatica Millie. Watson e Holmes si innamorano rispettivamente di Grace e Millie. Alla fine dell'autopsia, Watson dichiara che non si può determinare la causa della morte del cadavere, mentre Holmes crede che la persona sia stata avvelenata. Inoltre, crede che il veleno provenga da Gustav Cringer. Alla fine la coppia trova Cringer, che è davvero in combutta con Moriarty. Prima che Cringer possa rivelare qualcosa, viene ucciso.
Holmes decide che deve cercare l'aiuto di suo fratello Mycroft, che gli dice che l'assassino è qualcuno vicino a lui. Holmes crede erroneamente che Watson sia l'assassino e lo fa arrestare. Successivamente si pente di questa decisione, e fa riaffiorare le sue emozioni. Holmes va nella cella di Watson, solo per trovarla vuota tranne un piatto pieno di briciole di torta red velvet. Dopo aver dedotto che la sua governante aveva la torta e che Watson gli aveva lasciato le briciole per mandargli un messaggio, rintraccia sul Titanic, dove si svolgerà l'omicidio della Regina, Watson e Mrs. Hudson, che si scopre essere la figlia di Moriarty. Dopo essersi scusato con Watson e averlo liberato, i due si precipitano nella stanza principale dove scoprono una bomba, che Watson getta da una finestra. La bomba atterra nella barca della signora Hudson, uccidendola.
La Regina si congratula con la coppia, ma Holmes riconosce tutto il merito a Watson. La coppia si ricongiunge con Grace e Millie, e quest'ultima rivela che la sua personalità selvatica era una messa in scena per manipolare gli uomini. Le due coppie si scambiano un bacio prima che Grace e Millie salgano sul Titanic. Dopo essere tornato a casa, Holmes mostra con orgoglio una targa sul loro edificio che indica che Watson è un co-detective, dandogli il riconoscimento che aveva desiderato per tutto il film. Il film si conclude con Holmes e Watson che affrontano e arrestano Moriarty in un bar negli Stati Uniti.

## Produzione

### Sviluppo
Nel luglio 2008, venne annunciato che Sacha Baron Cohen e Will Ferrell avrebbero recitato nei ruolo rispettivi di Sherlock Holmes e John Watson, in una commedia prodotta da Judd Apatow, scritta da Etan Cohen e distribuita dalla Columbia Pictures.

### Budget
Il budget del film è stato di 42 milioni di dollari.

### Casting
Il 17 agosto 2016, venne riportato che Ferrell e John C. Reilly sarebbero stati i protagonisti del film nei ruoli rispettivi di Holmes e Watson. Il 14 novembre, Lauren Lapkus venne scelta per interpretare Millie. Il 17 novembre, si unirono al cast anche Rob Brydon, Kelly Macdonald e Rebecca Hall. Il 6 gennaio 2017, entrarono anche Ralph Fiennes e Hugh Laurie.

### Riprese
Le riprese sono iniziate all'inizio del mese di dicembre del 2016 a Londra negli Shepperton Studios. All'inizio di febbraio del 2017, le riprese si spostarono all'Hampton Court Palace.

## Colonna sonora
Una nuova canzone è stata realizzata da Alan Menken e dallo scrittore Glenn Slater, mentre la colonna sonora originale è stata composta da Mark Mothersbaugh.

## Promozione
Il primo trailer del film viene diffuso il 28 settembre 2018.

## Distribuzione
Inizialmente prima per il 3 agosto 2018, poi per il 9 novembre e successivamente per il 21 dicembre, la pellicola è stata distribuita nelle sale cinematografiche statunitensi dal 25 dicembre dello stesso anno.
Secondo Deadline Hollywood, i punteggi dei test per il film sono stati talmente negativi che Sony ha cercato di vendere i diritti a Netflix, perché prevedeva una scarsa ricezione al botteghino, ma l'affare non è andato a buon fine.
In Italia, l'uscita era prevista nelle sale, ma dopo il flop statunitense è stato distribuito in streaming e successivamente il 23 gennaio 2020 su Sky Cinema Uno.

## Accoglienza

### Incassi
Nel Nord America ha incassato 6,4 milioni di dollari nel primo giorno e 3,5 nel secondo.

### Critica
Il film è stato accolto molto negativamente dalla critica. Sull'aggregatore Rotten Tomatoes riceve il 10% delle recensioni professionali positive, con un voto medio di 3 su 10, basato su 69 critiche, mentre su Metacritic ottiene un punteggio di 24 su 100, basato su 23 recensioni. Su CinemaScore ottiene una "D+", su una scala da A+ a F, mentre su PostTrak riceve 0,5 stelle su 5.